# Corynoptera bicuspidata
Corynoptera bicuspidata is een muggensoort uit de familie van de rouwmuggen (Sciaridae). De wetenschappelijke naam van de soort is voor het eerst geldig gepubliceerd in 1926 door Lengersdorf.